# Seleção Norte-Marianense de Futebol
A Seleção Norte-Marianense de Futebol representa as Ilhas Marianas Setentrionais, um arquipélago localizado a meio caminho entre a Oceania e a Ásia. A equipe é um membro da Federação de Futebol do Leste Asiático (EAFF) e da Confederação Asiática de Futebol (AFC).
Por não ser membro da FIFA, as Ilhas Marianas Setentrionais não estão autorizadas a disputar partidas oficiais chanceladas pela entidade, apenas amistosos e competições regionais que não são organizadas pela FIFA.
Sua estreia em nível oficial foi em 25 de março de 2007, em um amistoso contra Guam; o resultado de 3 a 2 favorável aos guameses foi considerado expressivo pelos norte-marianenses.
Sua maior vitória foi um 13 a 0 sobre Pohnpei, uma seleção amadora da Oceania, em partida realizada em Palau. A maior vitória sobre uma seleção profissional foi um 11 a 2 sobre Palau, em Koror, enquanto a maior derrota dos Caranguejos foi um 10 a 0 a favor de Fiji, em um jogo disputado em Honiara, capital das Ilhas Salomão, em novembro de 2023.

## História

### Jogos da Micronésia de 1998
As Ilhas Marianas do Norte fizeram sua estreia internacional em um torneio de futebol de exibição associado aos Jogos da Micronésia de 1998. O órgão governamental original do futebol nas Ilhas Marianas do Norte, a Federação de Futebol das Ilhas Marianas do Norte, foi aceito como membro associado da Confederação de Futebol da Oceania, mas esta foi a primeira vez que os registros indicaram que eles haviam participado de qualquer torneio internacional.[carece de fontes?]
O torneio foi oficialmente chamado de W.C.T.C. Shell Soccer Exhibition e foi um evento de demonstração apenas nos jogos, não tendo status de medalha. Além disso, o torneio não cumpriu os regulamentos estabelecidos; as partidas disputadas foram apenas 9-a-side, os jogos duraram apenas 80 minutos e o arremesso foi menor que o tamanho regulamentar.[carece de fontes?]
No entanto, a equipe das Ilhas Marianas do Norte teve um bom desempenho na fase de grupos jogando contra Guam, Palau, Yap (então considerado essencialmente o time nacional de futebol da Federação da Micronésia), uma equipe representando o estado de Pohnpei na Micronésia e uma equipe do Palau B de Bangladeshis que vivem em Palau. A equipe venceu suas duas primeiras partidas 8-0 contra Palau B e Yap, respectivamente. Uma derrota por 2 a 1 para o Guam em seu terceiro jogo foi rapidamente esquecida, depois de registrar vitórias retumbantes em seus dois jogos finais, derrotando Palau por 12-1 e Pohnpei por 11-2, terminando em segundo no grupo com +35 de gols. depois de seus cinco jogos, qualificando para a partida final.[carece de fontes?]
A equipe vingou sua derrota anterior na fase de grupos para Guam na final, vencendo por 3-0 para reivindicar o título do torneio. Charles Kewo e Christopher Guerrero marcaram no primeiro quarto de hora para dar às Ilhas Marianas do Norte uma vantagem de 2-0, uma vantagem que se estendeu no segundo tempo por meio de um goleador desconhecido (embora outras fontes sugerissem que Guerrero era o artilheiro) selar sua vitória.

### Copa da Micronésia de 1999
No ano seguinte, a equipe viajou para Yap para competir na primeira Copa de Futebol da Micronésia. Este foi um torneio de três equipas constituído pelas Ilhas Marianas do Norte, os Estados Federados da Micronésia e uma equipa internacional conhecida como Crushers (ou Crusaders de acordo com outras fontes). Seu desempenho aqui foi menos bem sucedido do que nos Jogos da Micronésia no ano anterior. Em seu primeiro jogo, eles perderam por 7-0 para os Estados Federados da Micronésia. Não é registado se jogaram a outra partida do grupo contra o Crushers / Crusaders, mas dado que a final foi disputada entre os Estados Federados da Micronésia e os Crushers / Crusaders, pode ser extrapolado que se o jogo tivesse lugar, o melhor resultado seria Ilhas Marianas do Norte poderia ter conseguido foi um empate.[carece de fontes?]

### Hiato
O país então entrou em uma espécie de hiato em termos futebolísticos. Órgão governante original do futebol no país, a Federação de Futebol das Ilhas Marianas do Norte foi extinta entre 2002 e 2003 e depois disso, nenhuma competição internacional aconteceu até que o atual órgão governamental, a Associação de Futebol das Ilhas Marianas do Norte (NMIFA), foi fundada em 2005.[carece de fontes?] Por volta dessa época, os relatórios indicam que não havia futebol masculino oficial de nenhum tipo no país. Em 2006, foram realizadas discussões com o NMIFA sobre o estabelecimento de uma liga masculina oficial. Na época, esperava-se que o estabelecimento de uma competição masculina oficial fornecesse os meios pelos quais os jogadores que poderiam atender aos critérios de cidadania e elegibilidade para representar o país em torneios futuros pudessem se envolver. Sob os auspícios da Federação de Futebol das Ilhas Marianas do Norte, as equipes participaram de torneios como os Jogos Micronésios de 1998, incluindo vários jogadores estrangeiros trabalhando em Saipan como contratados. Isso não era incomum na área neste momento e algumas outras equipes também incluíam jogadores de status similar. Para as Ilhas Marianas do Norte especificamente, as únicas exigências de elegibilidade que os jogadores precisavam cumprir eram uma residência de dois anos.[carece de fontes?]

### Retorno
Em dezembro de 2006, a Federação de Futebol da Ásia Oriental admitiu as Ilhas Marianas do Norte como membro provisório.[carece de fontes?] Esta associação autorizou-os a uma bolsa anual de US $ 120.000 do EAFF para promover o desenvolvimento do futebol no país. A EAFF concedeu a plena adesão em setembro de 2008.

### 2007-08: Taça das Marianas
Após a sua aceitação como membro associado da EAFF, a sua primeira participação na competição da EAFF foi na Ronda Preliminar do Campeonato Asiático de Futebol de 2008, empate a duas mãos frente a Guam. A primeira mão, disputada em Saipan, resultou numa derrota por 3-2 para as Ilhas Marianas do Norte[carece de fontes?] Mark McDonald empatou duas vezes depois de Guam ter tomado a liderança apenas para Zachary Pangelinan marcar o golo da vitória aos 72 minutos. No entanto, o desempenho da equipe da casa foi recebido positivamente e ainda foi observado um ano depois. Infelizmente a perna de volta em Hagatna uma semana depois produziu um resultado muito mais unilateral quando Guam venceu por 9-0, Pangelinan marcou cinco vezes e quatro outros jogadores marcaram uma vez[carece de fontes?] para garantir que Guam não apenas progredisse para a próxima rodada. a competição da EAFF, mas também que eles foram os vencedores da Marianas Cup inaugural, um troféu perpétuo contestado cada vez que as duas nações jogam entre si.
As duas equipes se encontraram novamente no ano seguinte em Saipan e pela terceira vez consecutiva, Guam foi o vencedor. Guam assumiu a liderança na metade do primeiro tempo por intermédio de David Manibusan, mas Joe Wang Miller empatou quatro minutos depois e as equipes empataram em 1 a 1. Guam voltou a liderar aos 52 minutos, através de um autogolo, mas as Ilhas Marianas do Norte empataram a dez minutos do final, através de Steven McKagen. Com as equipes empatadas no final dos 90 minutos, dois períodos de prorrogação de sete minutos e meio foram jogados e aos 95 minutos, Matthew Cruz marcou o gol decisivo com Guam, vencendo por 3–2 e mantendo a Taça das Marianas. Embora tenha havido desapontamento em não ganhar, os jornais nacionais comentaram que o desempenho foi uma melhora em relação à derrota "chocante" de 9 a 0 em seu encontro anterior.

### 2009: Associação à AFC
Antes de sua afiliação à AFC ser aceita, a equipe fez a curta viagem a Yona, Guam, para competir na fase preliminar do Campeonato de Futebol da Ásia Oriental de 2010. Desta vez, em vez do playoff de duas pernas contra Guam, contestado na edição anterior, as Ilhas Marianas do Norte participaram de um grupo de quatro equipes, o vencedor do qual avançaria para a próxima rodada. A equipe foi empatada contra os anfitriões Guam, Mongólia e Macau.[carece de fontes?] A equipe se preparou para o torneio por vários meses antes de partir para Guam, embora naquele tempo eles só pudessem treinar com o novo técnico Sugao Kambe por um mês. Foi reconhecido pelo seu treinador antes da sua partida que eles seriam os menos experientes das quatro vezes que competem nesta fase e isso era verdade quando perderam todos os três jogos: 6-1 para Macau, 2-1 para Guam (uma terceira vitória consecutiva na Taça Marianas para Guam) e 4–1 para a Mongólia.[carece de fontes?] A equipe voltou para casa sem um resultado positivo, embora tenha sido notado na imprensa nacional que eles puderam marcar em cada um dos seus três jogos.
Em julho de 2009, o ExFC da AFC concordou em aceitar a Associação de Futebol das Ilhas Marianas do Norte (NMIFA) como Membro Associado da Confederação Asiática de Futebol, depois que a associação recebeu permissão para liberação da Confederação de Futebol da Oceania em junho de 2009, abrindo caminho para se juntar à AFC. É interessante notar que foi o NMIFA que renunciou a OFC, apesar de ser o órgão anterior, a Federação de Futebol das Ilhas Marianas do Norte, que havia se tornado membro em primeiro lugar.[carece de fontes?]

### 2020: Membro definivo da AFC
Em dezembro de 2020, durante o 30º Congresso da AFC, a Associação de Futebol das Ilhas Marianas do Norte foi admitida como o 47º membro fixo da entidade.

## Recordes

### Mais jogos
- Atualizado até 30 de novembro de 2023

Jogadores em negrito ainda em atividade.
| #  | Jogador         | Partidas | Gols | Em atividade |
| -- | --------------- | -------- | ---- | ------------ |
| 1  | Nicolas Swaim   | 17       | 2    | 2009–2018    |
| 2  | Joe Wang Miller | 15       | 4    | 2008–2016    |
| 3  | Jireh Yobech    | 14       | 1    | 2012–        |
| 4  | Lucas Knecht    | 11       | 0    | 2007–2014    |
| 5  | Michael Barry   | 10       | 0    | 2012–2018    |
| 5  | Trey Dunn       | 10       | 0    | 2012–2016    |
| 5  | Joel Fruit      | 10       | 0    | 2012–2018    |
| 5  | Jehn Joyner     | 10       | 0    | 2013–2018    |
| 5  | Steven McKagen  | 10       | 1    | 2009–2013    |
| 10 | Peter Loken     | 9        | 1    | 2009–2016    |
| 10 | Johann Noetzel  | 9        | 0    | 2012–2016    |
| 10 | Jonathan Takano | 9        | 0    | 2014–2020    |
| 10 | Kirk Schuler    | 9        | 3    | 2010–2016    |

| # | Jogador              | Gols | Partidas | Média por jogo | Em atividade |
| - | -------------------- | ---- | -------- | -------------- | ------------ |
| 1 | Joe Wang Miller      | 4    | 15       | 0.27           | 2009–2016    |
| 2 | Kirk Schuler         | 3    | 9        | 0.33           | 2010–2016    |
| 3 | Mark McDonald        | 2    | 2        | 1              | 2007         |
| 3 | Ruben Guerrero       | 2    | 4        | 0.5            | 2023–        |
| 3 | Nicolas Swaim        | 2    | 17       | 0.12           | 2009–2018    |
| 3 | Christopher Guerrero | 2    | —        | —              | 1998–2008    |
| 7 | Charles Kewo         | 1    | —        | —              | 1998–2005    |
| 7 | Taka Borja           | 1    | 2        | 0.5            | 2022–        |
| 7 | Tanapon Unsa         | 1    | 2        | 0.5            | 2022–        |
| 7 | Steven McKagen       | 1    | 10       | 0.1            | 2008–2013    |
| 7 | Michah Griffin       | 1    | 3        | 0.33           | 2016–        |
| 7 | Sunjoon Tenorio      | 1    | 3        | 0.33           | 2018–        |
| 7 | Peter Loken          | 1    | 9        | 0.11           | 2009–2016    |

## Treinadores
| Nome                   | País           | Período em que treinou a seleção |
| ---------------------- | -------------- | -------------------------------- |
| Stefan Bossler         |                | 1998–1999                        |
| Jeff "Ziggy" Korytoski | Estados Unidos | 2007                             |
| Jason Higgins          | Estados Unidos | 2007                             |
| Nicolas Swaim          | Estados Unidos | 2008                             |
| Sugao Kambe            | Japão          | 2009                             |
| Kiyoshi Sekiguchi      | Japão          | 2010                             |
| Mark McAllister        | Inglaterra     | 2011                             |
| Johann Noetzel         | Estados Unidos | 2012                             |
| Chikashi Suzuki        | Japão          | 2012–2013                        |
| Koo Luam Khen          | Malásia        | 2013                             |
| Kiyoshi Sekiguchi      | Japão          | 2014–2017                        |
| Michiteru Mita         | Japão          | 2017–2023                        |
| Konomo Suzuki          | Japão          | 2024                             |
| Atsushi Hanita         | Japão          | 2024–                            |